# Herr Jesu Christ, wahr’ Mensch und Gott
Herr Jesu Christ, wahr’ Mensch und Gott (BWV 127) ist eine Kirchenkantate von Johann Sebastian Bach. Er komponierte die Choralkantate in Leipzig für den Sonntag Estomihi und führte sie am 11. Februar 1725 erstmals auf.

## Geschichte und Worte
Bach schrieb die Choralkantate in seinem zweiten Amtsjahr in Leipzig für den Sonntag Estomihi, den Sonntag vor Aschermittwoch. Nach diesem Sonntag wurde in Leipzig während der Passionszeit tempus clausum eingehalten, das heißt, es wurden keine Kantaten musiziert außer am Fest Mariä Verkündigung. Im Jahr 1723 hatte Bach in Leipzig zu Estomihi wahrscheinlich zwei Kantaten aufgeführt, Du wahrer Gott und Davids Sohn, komponiert bereits in Köthen, und Jesus nahm zu sich die Zwölfe, beide als Probestücke für das Amt des Thomaskantors.
Die vorgeschriebenen Lesungen für den Sonntag waren 1 Kor 13,1–13  und Lk 18,31–43 , die Heilung eines Blinden und damit verbunden die Ankündigung des Leidens in Jerusalem. Der Kantatentext basiert auf dem Sterbelied in acht Strophen von Paul Eber (1562). Das Lied passt zum Evangelium, da es die Passion betont und der Ruf am Ende der ersten Strophe „Du wollst mir Sünder gnädig sein“ dem Anruf des Blinden ähnelt. Das Lied betrachtet den Weg Jesu nach Jerusalem als Vorbild für den Weg des Glaubenden zu seinem eigenen erlösten Ende. Ein unbekannter Dichter behielt die erste und die letzte Strophe des Liedes im Wortlaut bei und dichtete die Binnenstrophen zu einer Folge von Rezitativen und Arien um, wobei er bedeutungsvoll einige Zeilen wörtlich einbezog. Die Strophen 2 und 3 wurden zu einem Rezitativ, Strophe 4 zu einer Arie, Strophe 5 zum Rezitativ, Strophen 6 und 7 zu einer weiteren Arie.
Bach führte die Kantate am 11. Februar 1725 erstmals auf. Sie ist die vorletzte Choralkantate seines 2. Kantatenzyklus, vor Wie schön leuchtet der Morgenstern, BWV 1, für Mariä Verkündigung.

## Besetzung und Aufbau
Die Kantate ist besetzt mit drei Solisten, Sopran, Tenor, Bass, vierstimmigem Chor, Trompete, zwei Blockflöten, zwei Oboen, zwei Violinen, Viola und Basso continuo.
1. Choral: Herr Jesu Christ, wahr’ Mensch und Gott
2. Recitativo (Tenor): Wenn alles sich zur letzten Zeit entsetzet
3. Aria (Sopran): Die Seele ruht in Jesu Händen
4. Recitativo e aria (Bass): Wenn einstens die Posaunen schallen – Fürwahr, fürwahr, euch sage ich
5. Choral: Ach, Herr, vergib all unsre Schuld

## Musik

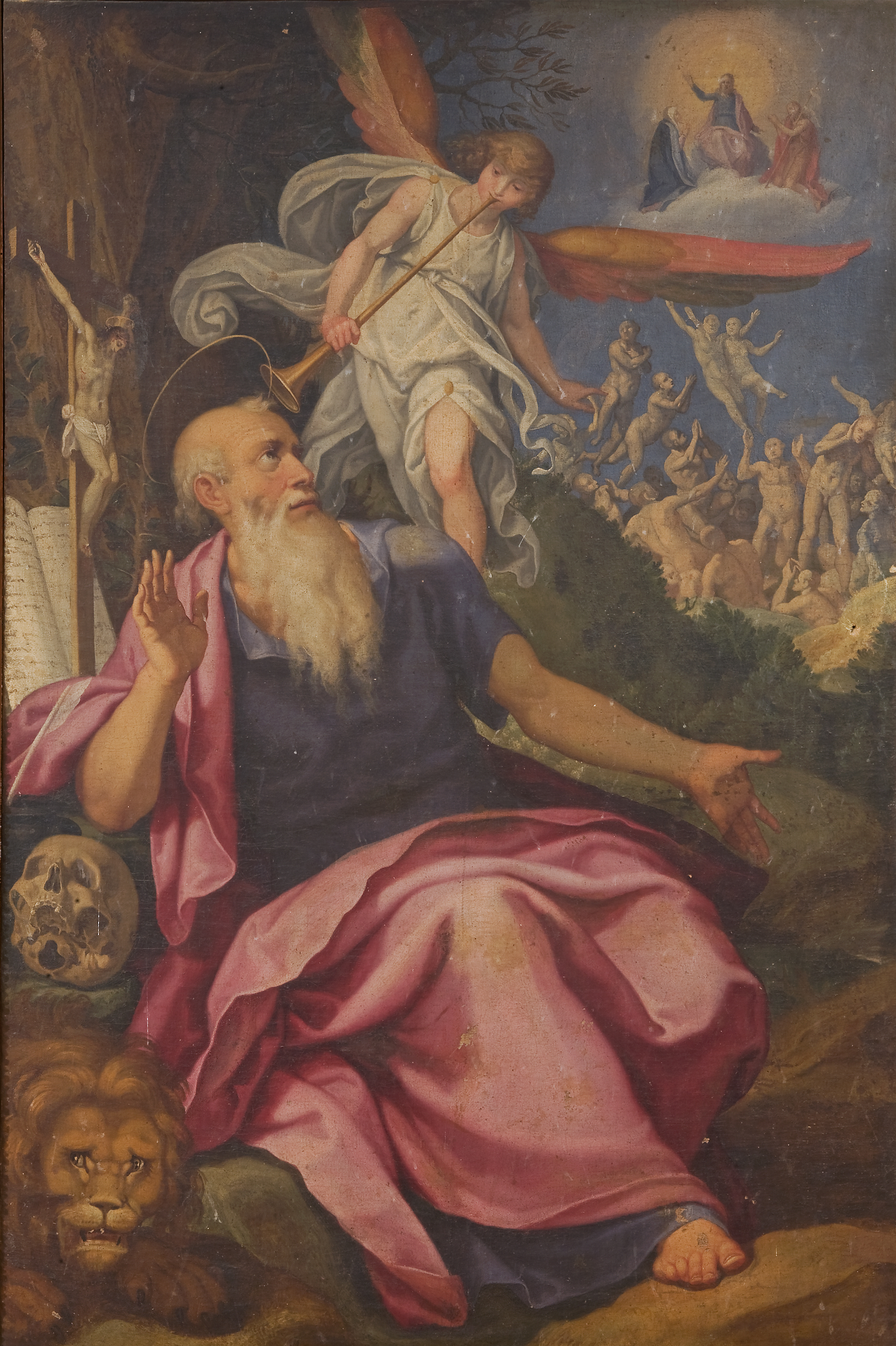
St. Hieronymus und die Trompete des Jüngsten Gerichts, Ölgemälde von Pasquale Catti, c. 1600

Der Eingangschoral ist durch ein ausgedehntes Vorspiel und Zwischenspiele gegliedert. Sie beruhen auf einem Motiv, das aus der ersten Zeile des Chorals abgeleitet ist. Sie enthalten außerdem den cantus firmus eines weiteren Chorals, des lutherischen Agnus Dei „Christe, du Lamm Gottes“, der zuerst in den Streichern, dann in den Oboen und Blockflöten erscheint. Dieser Choral wird ähnlich eingesetzt wie im Eingangschor von Bachs Matthäus-Passion „O Lamm Gottes, unschuldig“. Seine Bitte „erbarm dich unser“ entspricht der des Blinden im Evangelium. Als ein dritter Choral erscheint mehrfach im Continuo der Beginn des Passionsliedes „O Haupt voll Blut und Wunden“. Christoph Wolff merkt an, dass Bach wenig später am Karfreitag des Jahres 1725 die zweite Fassung seiner Johannes-Passion aufführte, in der er Eingangschor und Schlusschor durch Choräle ersetzte, „O Mensch, bewein dein Sünde groß“, das er später zum Abschluss des ersten Teils seiner Matthäus-Passion umformte, und erneut „Christe, du Lamm Gottes“.
Für die erste Arie wählte Bach eine ausgefallene Instrumentierung. Die Oboe spielt die Melodie, unterstützt von kurzen Akkorden in den Blockflöten. Im Mittelteil werden die „Sterbeglocken“ durch pizzicato der Streicher dargestellt. Satz 4 illustriert das Jüngste Gericht. Zum Text „Wenn einstens die Posaunen schallen“ tritt erstmals die Trompete auf. Der ungewöhnliche Satz kombiniert ein accompagnato-Rezitativ mit einer Arie. Er kontrastiert den Weltuntergang mit der Sicherheit der Glaubenden, die in Worten und Musik des Chorals ausgedrückt wird. John Eliot Gardiner vergleicht den Satz mit dem Doppelchor aus der Matthäus-Passion „Sind Blitze, sind Donner in Wolken verschwunden“. Der Schlusschoral ist ein vierstimmiger Satz, der subtil auf den Text eingeht, zum Beispiel „auch unser Glaub stets wacker sei“ durch Bewegung in den Unterstimmen verdeutlicht und „bis wir einschlafen seliglich“ kunstvoll harmonisiert.

## Einspielungen
- J.S. Bach: Cantatas BWV 67, 108 & 127, Karl Richter, Münchener Bach-Chor, Bayerisches Staatsorchester, Antonia Fahberg, Peter Pears, Kieth Engen, Teldec 1958
- J.S. Bach: Cantatas BWV 127 & BWV 171, Wolfgang Gönnenwein, Süddeutscher Madrigalchor, Südwestdeutsches Kammerorchester, Herrad Wehrung, Georg Jelden, Jakob Stämpfli, Cantate 1961
- Die Bach Kantate Vol. 40, Helmuth Rilling, Gächinger Kantorei, Bach-Collegium Stuttgart, Arleen Augér, Lutz-Michael Harder, Wolfgang Schöne, Hänssler 1980
- J.S. Bach: Das Kantatenwerk · Complete Cantatas · Les Cantates, Folge / Vol. 31, Gustav Leonhardt, Knabenchor Hannover, Collegium Vocale Gent, Leonhardt-Consort, Solist des Knabenchor Hannover, Kurt Equiluz, Max van Egmond, Teldec 1982
- J.S. Bach: Complete Cantatas Vol. 11, Ton Koopman, Amsterdam Baroque Orchestra & Choir, Sibylla Rubens, Christoph Prégardien, Klaus Mertens, Antoine Marchand 1999
- Bach Cantatas Vol. 21: Cambridge/Walpole St Peter / For Quinquagesima Sunday (Estomihi) / For Annunciation / Palm Sunday / Oculi, John Eliot Gardiner, Monteverdi Choir, Choir of Clare College, Cambridge & The Choir of Trinity College, Cambridge, English Baroque Soloists, Ruth Holton, James Oxley, Stephan Loges, Soli Deo Gloria 2000
- Bach Edition Vol. 20 – Cantatas Vol. 11, Pieter Jan Leusink, Holland Boys Choir, Netherlands Bach Collegium, Ruth Holton, Nico van der Meel, Bas Ramselaar, Brilliant Classics 2000
- J.S. Bach: Cantatas Vol. 34 – (Cantatas from Leipzig 1725), Masaaki Suzuki, Bach Collegium Japan, Carolyn Sampson, Gerd Türk, Peter Kooij, BIS 2005
- J.S. Bach: Jesus, deine Passion – Cantates BWV 22, 23, 127 & 159, Philippe Herreweghe, Collegium Vocale Gent, Dorothee Mields, Jan Kobow, Peter Kooij, Harmonia Mundi France 2007